# Osijeks zoologiska trädgård och akvarium
Osijeks zoologiska trädgård och akvarium (kroatiska: Zoološki vrt i akvarij grada Osijeka), även kallat Osijeks zoo, är en djurpark i Osijek i Kroatien. Djurparken öppnade 1955 och är en av tre statliga djurparker i landet.
Den zoologiska trädgården är belägen i stadsdelen Tvrđavica på Dravas västra flodbank. Den täcker en yta om 11 ha och är Kroatiens till ytan största djurpark. Det årliga antalet besökare uppgår till omkring 100 000 personer.

## Djurarter
I djurparken finns omkring 80 djurarter och 20 akvarie- eller terrarielevande arter. Totalt finns det mer än 650 djur i parken. Till djurarter som finns att se i parken hör bland annat zebror, antiloper, surikater, apor och lodjur.

### Fotnoter
1. 1 2  Zoo-osijek.hr Arkiverad 21 juli 2011 hämtat från the Wayback Machine. - Djurparkens officiella webbplats (engelska)
2. ↑  Zoo-osijek.hr Arkiverad 6 oktober 2014 hämtat från the Wayback Machine. - Djurparkens officiella webbplats (engelska)